# 武蔵野星城高等学校

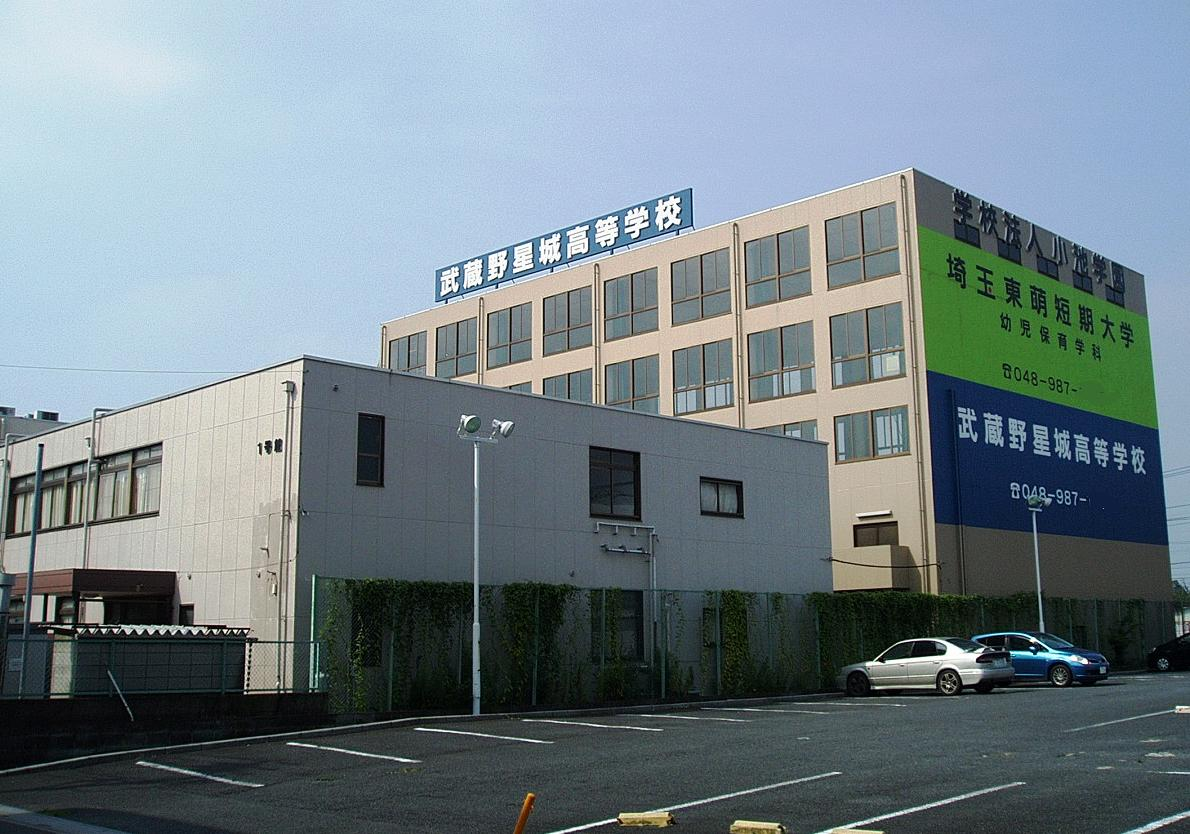
3号館・体育館（右）

武蔵野星城高等学校（むさしのせいじょうこうとうがっこう）は埼玉県越谷市七左町に所在する高等学校。同校の設置者は学校法人小池学園。

## 設置課程
- 通信制普通科
  - 登校コース
  - 一般コース

## 交通アクセス
- 東武伊勢崎線 新越谷駅より徒歩で約15分
- JR武蔵野線 南越谷駅より徒歩で約15分。